# بنسلين
البنسلينات هي من أهم وأقدم المضادّات الحيويّة ودورها هو إيقاف تصنيع الجدار الخلويّ البكتيريّ.
أوّل موادّها اكتشافًا هو البنسلين جي الذي يشتقّ من فطر المكنسية المعيّنة Penicillium notatum وهو تركيبيّا من البيتالاكتامات. لا يكون فعّالاً بالطريق الفموي بسبب حساسيته لإفرازات وأحماض المعدة. أثره محدود (في الغالب على البكتيريات الموجبة لصبغة جرام)؛ يتعطل من قبل الإنزيم البكتيريّ البينيسيليناز (بيتالاكتاماز).

## التركيب الكيميائي
الصيغة المجملة للبنسلين هي: R-C9H11N2O4S
حيث يمثل R سلسلة جانبية متغيرة كأنْ تكون مجموعة بنزيل في بنسلين (جي) أو مجموعة فينأوكسي ميثيل

## آلية العمل

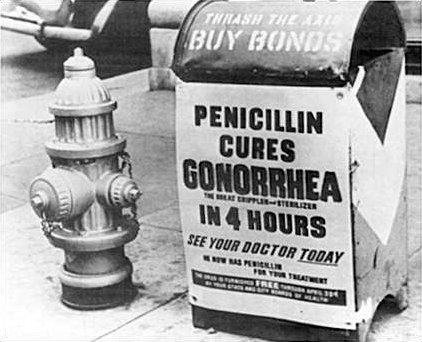
دعاية للبنسيلين قديماً

بعض المضادات البكتيرية تأثيرها كابح للجراثيم ، بينما يقضي البعض الآخر على البكتيريات أو يُمِيتها. يعتبر البينيسيلّين من المضادات البكتيرية القاتلة للبكتريا، حيث يتداخل البينيسيلّين في عملية بناء الجِدَار الخَلَويّ البِكْتِيري ويحصل ذلك عند آخر مرحلة في بناء الجدار المتمثّلة بإلصاق (البِبْتَيدَات السكريّة أو الجليكوبيبتيد) تحديدًا ربط حامضين أمينيين اثنين هما الألانين والجليسين، كلٍ مرتبط بسلسلة مختلفة عديدة الببتيد مكونة للجدار، بعد فصل الألانين الطرفية بتحفيز من أنزيم الترانسبيبتيداز(ناقل الببتيد).
. ذلك يعود إلى شَّبَه كيميائيّ للبينيسيلّين بمركب (الألانين - الألانين المتطرف) فيتفاعل مع الترانسبيبتيداز بحيث يمنع ربط الحامضين الأمنيين السابق ذكرهم (الألانين والجليسين) ببعضهما. وبذلك يصبح الجدار الخلوي البكتيري فاقد للروابط الداخلcross-ges بين بِبْتَيدَاته السكريّة مما يُحدِث خلل مورفولوجيّ (بالنسبة للشكل وبالتالي للوظيفة) بالجدران الخلويّة للبكتريا المعرضة للبينيسيلّين. هذه الظاهرة ترتبط بالتركيزات الارتشاحيّة العالية لبعض الموادّ؛ وتصبح الظاهرة ذات تاثير واضح عندما يوجد خلل في الجدار الخلويّ. فطالما أنّ دخول الماء محدود بصلابة الجدار فإنّ الخليّة تبقى حيّة، لكن ما إن يصبح ضغط الماء الداخليّ عاليًا لدرجةٍ مرتفعةٍ كافيةٍ لإفساد الغشاء الخلوي حتّى تموت الخليّة البكتيريّة .
الخلايا المحميّة من هذه الظاهرة هي الخلايا الحيوانيّة (من ذوات الدم الدافئ) وبعض أنواع البكتيريا مثل المفطورات مثلًا، نظرًا لكونها خاليةً من الجدار الخلويّ ولذلك بالتالي مقاومة لأضرار البينيسيلّين المذكورة.
إلى جانب الترانسبيبتيداز، توجد بروتيينات أخرى رابطة للبينيسيلّين (بروتيينات رابطة للبينيسيلين) Penicillin-binding-proteins، وممكن أن يؤدّي شَغلُها من قبل البينيسيلّين إلى نتيجة علاجيّة. والمسؤول الأول عن زوال الخليّة البكتيريّة هي الإنزيمات الخاصّة بالبكتيريا ذاتها: الأوتوليزين Autolysin، والتي هي قادرة على تهديم الجدار الخلويّ، بينما هذه الإنزيمات تشارك في تغيير شكل بناء الجدار الخلويّ أثناء الأحوال الوظائفيّة الطبيعيّة (أي الفيزيولوجيّة).
طريقة تأثير البينيسيلّين على نشاط هذه الأوتوليزينات غير معلومة بشكل أكثر وضوحًا.
البكتيريات السالبة حسب تفاعل غرام Gram، تضمّ كميّات قليلةً من الموكوبيبتيدات (بالإنجليزية: Mucopeptide) المحتوية على حمض المورامين (بالإنجليزية: Muramin). هذه الطبقة من الموريين (بالإنجليزية: Murein) محاطةٌ بدورها بطبقة مزدوجة متألّفة من الفوسفوليبيدات Phospholipid (أو "دهون الفوسفات"). هذه الطبقة تفسّر مقاومة البكتيريات السالبة حسب غرام، نظرًا لكونها تمثّل حاجز مرور للبينيسيلّين.
كذلك الأمر بالنسبة لتفسير قدرة البكتيريات المتواجدة داخل خلايا الجسم -التي بطبيعة الحال لديها طبقة مزدوجة من الفوسفوليبيدات-، مثل البروسيلات Brucella، الكلاميديات Chlamydia والريكتسيات (بالإنجليزية: Rickettsia) المقاومة للبينيسيلّين -باستثناء بعض خلايا الجسم التي يتوفّر لديها نظام نقل خاصّ للبينيسيلّين-.

## مقاومة البينيسيلين
بعض البكتيريات لديها القدرة على تصنيع إنزيمات تعطّل دور البينيسيلّين عن طريق فتحها لحلقة البيتالاكتام الموجودة لدى البينيسيلّين، هي البيتالاكتاماز (أو البينيسيلّيناز). لتجاوز هذه المشكلة يجب إعطاء الأدوية المعيقة للبيتالاكتاماز في نفس الوقت عند وصف البينيسيلّينات البسيطة، ذلك لحماية حلقة البيتالاكتام وبالتالي دور البينيسيلّين من التعطيل؛ أمثلة لهذه الرادعات للبيتالاكتاماز هي: حمض الكلافولان، سلباكتام، سلتاميسيلين.
البينيسيلّين يشابه إلى حدّ ما البينيسيلّين ج، إلّا أنّه أقلّ تأثيرًا وصامد أمام أحماض المعدة.
توجد أيضًا إيزوكسازوليل-بينيسيلّينات مثل أوكساسيلين،فلوكلوكساسيلين، آمينوبينيسيلين، أمبيسيلين، وآسيل-أمينوبينيسيلّين مثل بيبيراسيلين.

## تاريخ
انتبه الباحث البكتيريوليجيّ السكوتلنديّ ألكسندر فلمنج لأوّل مرّة سنة 1928 لتأثير البينيسيلّين. بعد عشر سنوات تمّ عزل جزيء البينيسيلّين وتركيزه ودراسته على يد الباحثين إرنست تشين وهوارد فلوري. وتقاسم الباحثون الثلاثة سنة 1945 جائزة نوبل -جائزة نوبل- للطب وعلم الوظائف (الفيزيولوجيا).
وكان قد ساعد العالمين ارنست تسين وهوارد فلوري العالم (نورمان هيتلي) الذي كان مسؤولا عن تدوين التنائج ومراقبة التفاعلات واعداد الادوات والوسائل المخبرية .
لقد كانت تهيئة البيئة الملائمة للنمو أول خطوة لإنتاج ما يكفي من البنسلين لاستخدامه كعقار. في أكسفورد، أظهر الخبراء أن البنسيليوم نوتاتوم ينمو بشكل أفضل في أوعية ضحلة صغيرة مع سوائل مغذية، حيث يحتاج البنسيليوم إلى الكثير من الهواء. في الولايات المتحدة، تم اكتشاف أن خزانات «التخمير العميق» الكبيرة يمكن أن تستخدم إذا تم ضخ الهواء النقي بشكل مستمر عبر الخزانات. وقد ازداد الإنتاج بشكل أكبر أكثر عندما تمت إضافة خمر الذرة الحاد إلى الخزانات وهو منتج سميك لزج معالج من الذرة. احتوى خمر الذرة الحاد على مغذيات مركزة زادت الإنتاجية 12 ضعفاً. بعد أن كان خمر الذرة الحاد يعتبر من النفايات، أصبح مكوناً جوهرياً في إنتاج البنسلين واسع النطاق.

## الاستخدام
البنسلين فعّال ضدّ الكثير من البكتيريا الممرِضة. مثل المكورات الرئوية والعقديات والمكورات البنية والمكورات السحائية والمطثيات الكزازية المسببة للكزاز واللولبيات الشاحبة التي تسبب الزهري.
يجدر الإشارة هنا إلى تطوّر المقاومة الدوائية لدى بعض البكتيريات (خاصّة العنقودية)، مما استدعى تطوير الموادّ الفعّآلة المشتقّة طبعًا من البينيسيلّين والمذكورة سالفًا.

## الحساسية تجاه البنسلين
لم يتضح بعد السبب الذي يجعل بعض الأشخاص حساسين تجاه البنسلين دونا عن بعض، ويعتقد في أن الوراثة تلعب دورا في ذلك، بيد أننا نعرف بأننا لا نولد بحساسية تجاه البنسلين، فهي لا تظهر إلا عندما تعطى هذا الدواء. بعد ذلك، يثير التعرض مرة أخرى للبنسلين أو أي أدوية أخرى ذات صله به ردة فعل تحسسية. حيث يعتبر نظامك المناعي الدواء عنصرا ضارا بدلا من أن يكون دواء مفيدا فيشكل جسدك أجساما مضادة تهاجم الدواء تدعى الجلوبينات المناعية التي تكون من نوع E في معظم الإصابات التحسسية من البنسلين.
ولمعرفة ما إذا كان الشخص حساسا تجاه البنسلين يحقن جلد المريض بكميات قليلة من البنسلين في مناطق الظهر أو اليد، فيحمر الجلد عند الأشخاص الحساسين.
تتفاوت ردود الفعل الناتجة عن الحساسية للبنسلين من الطفح الجلدي إلى ردود فعل تشكل خطرا على حياة المصاب.
تظهر الحساسية للبنسلين غالبا بالأشكال الآتية:
1. الحكة
2. الطفح الجلدي
3. الحكة في العيون
4. انتفاخ الشفاه، أو اللسان، أو الوجه

في مثل هذه الحالة، يأخذ المريض مضادات تحسس إن ثبت أن الأعراض هذه ناتجة عن البنسلين. وفي بعض الحالات، فقد يتم إعطاء المريض ستيرويدات قشرية.
وقد تكون ردة فعل أشخاص آخرين للبنسلين أشد، فتأتي بشكل تأق يهدد حياة المصاب إذ تتقلص المجاري التنفسيه، ويصعب التنفس على المرضى، وقد ينخفض الضغط، فيشعر المرء بالدوار، وقد يفقد وعيه. ومن الأعراض الخطرة التي قد تظهر أيضا ما يلي:
1. الصفير أثناء التنفس
2. الدوار
3. صعوبة النطق
4. النبض السريع، أو الضعيف
5. ازرقاق الجلد، والأظافر، والشفاه
6. الإسهال
7. الغثيان والقيء

عندها يتوجب نقل المريض إلى المستشفى حيث يحقن بالإبيفرين (أدرينالين) فورا، في حين تتم مراقبة ضغطه، ومساعدته على التنفس.

### الوقاية
تجنب البنسلين إن ظننت أنك قد تتحسس منه. إلا أنه وفي بعض الأحيان يكون إعطاء البنسلين أمرا لا بد منه. عندها، يتوجب القيام بالاختبار الجلدي، فإن ثبتت حساسيتك تجاهه، يخضع المريض لما يسمى بإبطال الحساسية حيث يتم إعطاء المريض جرعات من البنسلين تزاد تدريجيا. تستمر هذه العملية إلى أن تتوقف عن تناول الدواء. فإن احتجت له مرة أخرى، فإنك ستخضع للعملية نفسها مجددا. تستغرق هذه العملية يوما أو يومين، لكنها لا تنفع مع كل الحالات والسبب في ذلك مجهول.